# Bohumila Řimnáčová
Bohumila Řimnáčová (Praga, Checoslovaquia, 9 de septiembre de 1947) es una gimnasta artística checoslovaca, subcampeona olímpica en 1968 en el concurso por equipos.

## Carrera deportiva
En las Olimpiadas celebradas en Ciudad de México en 1968 consigue la plata en el concurso por equipos, tras la Unión Soviética y delante de Alemania del Este, siendo sus compañeras de equipo: Věra Čáslavská, Marianna Krajčírová, Jana Kubičková, Hana Lišková y Miroslava Skleničková.